# El Realejo
El Realejo – miasto w Nikaragui, w departamencie Chinandega, nad Oceanem Spokojnym. Liczy 10 300 mieszkańców.